# ジャック・ドニス・ショアジー
ジャック・ドニス・ショアジー（Jacques Denys (Denis) Choisy、1799年4月5日 - 1859年11月26日）は、スイスのプロテスタントの牧師、植物学者である。オーギュスタン・ピラミュ・ドゥ・カンドールの植物カタログ、"Prodromus Systematis Naturalis Regni Vegetabilis"に貢献した。

## 略歴
ジュネーヴ州のジュシーに生まれた。ジュネーヴ大学（Académie de Genève）で神学、法律、人文科学、自然科学を学んだ。1821年に叙階され牧師（minister）となった。翌年、パリで学び、パリでは自然史協会（Société d'histoire naturelle）の会員となった。1824年にジュネーヴに戻り、ジュネーヴ大学の自然哲学の教授となり、その職を1847年まで続けた。
学生時代から、オーギュスタン・ピラミュ・ドゥ・カンドールに影響を受け、ドゥ・カンドールの植物カタログ、"Prodromus Systematis Naturalis Regni Vegetabilis"の主要な執筆者であり、多くの科の植物の章の執筆を担当した。神学・哲学の分野で、"Des doctrines exclusives en philosophie rationelle" (1828) や "Les lois morales: Fragment d'un cours de philosophie morale" (1836)の著作がある。
ミカン科の植物の属名、Choisyaに献名されている。

## 著作の一部
- Prodromus d'une monographie de la famille des hypéricinées, (9 editions issued from 1821 to 1983) – Prodomus of a monograph on Hypericineae.
- Descriptions des Hydroléacées, 1830 – Descriptions of Hydroleaceae.
- Convolvulaceae orientales, 1834 – Convolvulaceae Oriental
- Mémoire sur les familles des Ternstroemiacées et Camelliacées, 1854 – Treatise on the families Ternstroemiaceae and Camelliaceae.[3]